# Percy Brigl
Percy Brigl (* 17. Oktober 1885 in Graudenz; † April 1945) war ein deutscher Hochschullehrer für Agrarchemie in Hohenheim.

## Leben
Brigl studierte an der Albert-Ludwigs-Universität Freiburg Chemie. Wie Karl Sieger wurde er 1904 im Corps Hasso-Borussia Freiburg recipiert. 1909 wurde er an der Friedrich-Wilhelms-Universität zu Berlin zum Dr. phil. promoviert. 1915 habilitierte er sich an der Eberhard Karls Universität Tübingen. Nach fünf Jahren als Privatdozent wurde er 1920 zum a.o. Professor ernannt. Im Jahr 1925 folgte er dem Ruf der der Landwirtschaftlichen Hochschule Hohenheim auf ihren Lehrstuhl für Agrarchemie, Tierernährungslehre und Chemie. Für die akademischen Jahre 1928/29, 1929/30 und 1933/34 wurde er zum Rektor der Hochschule Hohenheim gewählt. 1935 nahm er den Ruf an die Friedrich-Wilhelms-Universität Berlin an. Als Soldat der Wehrmacht fiel er kurz vor dem Ende des Zweiten Weltkriegs.

## Publikationen
- Chemische Erforschung der Naturfarbstoffe (1921)
- Lehrbuch der anorganischen Chemie (1929)